# Condado de Sainte Genevieve
O Condado de Sainte Genevieve é um dos 114 condados do estado americano de Missouri. A sede do condado é Ste. Genevieve, e sua maior cidade é Ste. Genevieve. O condado possui uma área de 1 318 km² (dos quais 17 km² estão cobertos por água), uma população de 17 842 habitantes, e uma densidade populacional de 14 hab/km² (segundo o censo nacional de 2000). O condado foi fundado em 1812.